# Ерзянська Вікіпедія
Ерзянська Вікіпедія (ерз. Эрзянь Википедия) — розділ Вікіпедії ерзянською мовою. Запущена 26 травня 2008 року. Ерзянська Вікіпедія станом на 26 березня 2025 року містить 7870 статей, 14 021 зареєстрованого користувача, 20 активних дописувачів, 4 адміністраторів
. Загальна кількість сторінок в ерзянській Вікіпедії — 30 798, редагувань — 151 799, мультимедійні файли відсутні
. Глибина (рівень розвитку мовного розділу) ерзянської Вікіпедії середня і становить 41.8 пунктів
. 

## Історія
Ідея створення Ерзянської Вікіпедії виникла у 2007 році в учасника Російської Вікіпедії Андрєя Сурікова, який мешкає у Москві.
Невдовзі до ініціативної групи долучився американський фіно-угорист Джек Рютер (одружений з ерзянкою), журналіст із Санкт-Петербурга Пєтрянь Андю та ульянівський інженер-програміст Міхаїл Степченко. 
19 лютого 2008 року міжнародний мовний комітет Вікіпедії визнав Ерзянську Вікіпедію успішним проектом, юридично затвердив її готовність, ствердив відповідність встановленим для мережевих енциклопедій вимогам. Далі фахівці 4 місяці готували платформу для перенесення інформації з інкубатора, перевіряли справжність і оригінальність статей. За цей чотиримісячний період ентузіасти створили понад 500 статей, пов'язаних з ерзянським народом, його мовою, історією, культурою та міфологією. Також були створені коротенькі статті практично про всі територіальні суб'єкти Російської Федерації. Левова частка цієї праці випала на плечі ерзянського письменника та поета Ерюша Вежай.
У 2015-2020 рр. рушієм Ерзянської Вікіпедії залишався один з її співзасновників Пєтрянь Андю. Він регулярно бере участь у різноманітних Вікі-семінарах і агітує ерзянську молодь долучатися до розвитку проєкту.
|                                                                   | Яка кількість студентів-філфаку МГУ ім. Огарьова щорічно випускаються, але на 400 000 ерзян (за останнім переписом населення) — тільки 3 людини розвивають ерзянський розділ Вікіпедії. Дуже соромно. Ось удмурти... у них і програмісти є, і додатки для Andriod виходять, і зовсім нещодавно в Яндекс з'явився перекладач удмуртської мови. Коли ерзяни доростуть до такого рівня? |
| — Пєтрянь Андю на V Ерзянському конгресі в Саранську, 07.07.2016. | |

У грудні 2016 р. фонд Wikimedia Foundation схвалив створення юзер-групи «Викимедийцы, пишущие на эрзянском языке» (англ. Wikimedians of Erzya language User Group) — організації, покликаної розвивати Вікіпедію та інші проєкти Вікімедіа ерзянською мовою. Така форма співпраці дозволяє вести колективну діяльність без створення юридичної особи групам, які представляють різні співтовариства проєктів Вікімедіа. Одним із серйозних здобутків юзер-групи стала заява газети "Эрзянь Мастор" про перехід на ліцензію Creative Commons, що дозволило вільно використовувати всі матеріали газети для розміщення у Вікіпедії.

## Особливості редагування

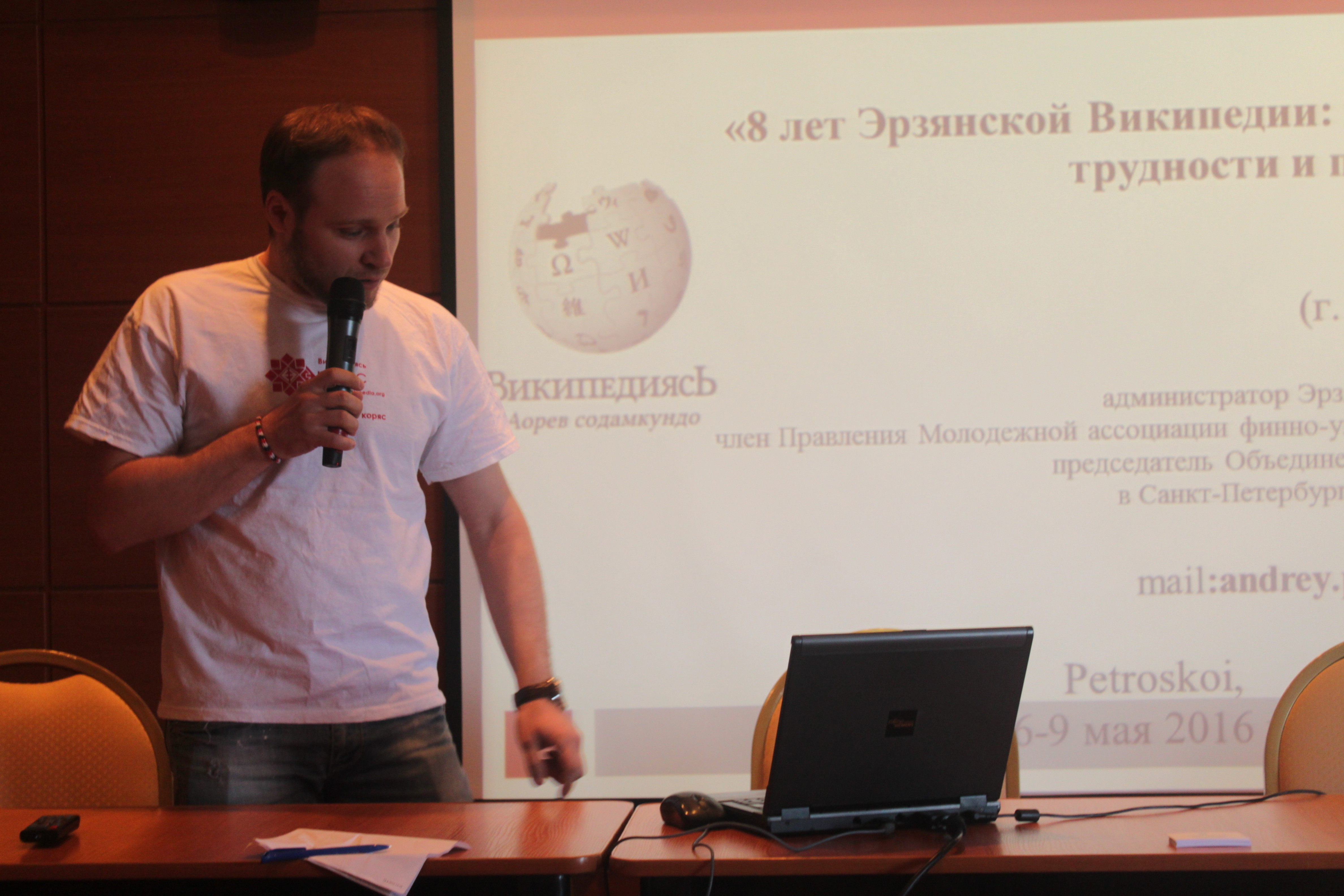
III Фіно-угорський вікі-семінар (Finno-Ugric wikiseminar) в Петрозаводську (2016-05-08) - доповідь Андю Пєтрянь про 8-річчя Ерзянської Вікіпедії.

Справжнім викликом для адміністраторів проєкту став пошук авторів, які могли б писати нові та редагувати вже наявні статті. Дописувачів збирали з усієї Росії. Як результат — досить часто можна побачити статті, що написані різною орфографією. Найперше це стосується доробку тих авторів, які мешкають за межами Республіки Мордовія. Залежно від регіону вони послуговуються мовними нормами, що були поширені у 1920-х, інші — у 1930-х роках. Практично всі статті написані ерзянською кирилицею. Однак у січні 2020 р. почали з'являтися статті, що створені ерзянською латинкою.
- Жовтень 2007 — створена 100-та стаття[9].
- Липень 2009 — створена 1 000-на стаття[9].
- Травень 2015 — створена 2 000-на стаття[10].
- Жовтень 2017 — створена 4 000-на стаття[11].

## Цікаві факти
- В один день з Ерзянською Вікіпедією були запущені Мокшанська та Якутська Вікіпедії.
- Перша стаття, що була написано ерзянською латинкою, присвячена татарській письменниці і лідеру самостійницької партії "Іттіфак" Фаузії Байрамовій.
- Адміністратори Ерзянської Вікіпедії зізнаються, що до створення власної юзер-групи їх підштовхнули колеги з Башкирської вікіпедії. Загалом, ерзянські вікіпедійці багато в чому рівняються саме на башкирських колег.[12]
- Технічний супровід Ерзянської Вікіпедії здійснює користувач, Ильей Всёравнов, який практично не володіє ерзянською. Хлопець вирішив допомагати проєкту, коли, досліджуючи свій родовід, дізнався, що серед його пращурів, ймовірно, були й ерзяни.[12]